# Chilomys weksleri
Chilomys weksleri — вид мишоподібних гризунів із родини хом'якових (Cricetidae).

## Етимологія
Вид названо на честь Марсело Векслера (ісп. Marcelo Weksler), сучасного бразильського біолога, який займається вивченням живих і викопних неотропічних хом'якових.

## Біоморфологічна характеристика
Довжина голови й тулуба 74–85 мм; хвіст довший за довжину голови й тулуба (≈143–153%); тильна поверхня стопи з круглою лускою і невеликими проміжками; вилична пластинка нахилена вперед; М2 з більш широким гіпофлексусом (подібний за шириною до мезофлексусу); m1 з передньосереднім згином.
Волосяний покрив на спині коричневого (колір 277) забарвлення; коротке волосся (середня довжина на спині = 6.5 мм). Темно-нейтрально-сіра (колір 155) черевна шерсть з волосками середньої довжини = 6.5 мм. Періокулярне кільце чорного кольору (колір 300). Вусові вібриси довгі, товсті біля основи і тонкі до верхівки. Вуха зовні вкриті короткими димчасто-сірими (колір 266) волосками, внутрішня поверхня білувата, край блідо-нейтрально-сірий (колір 296).

## Середовище проживання
Типова місцевість: Еквадор, провінція Котопахі, кантон Сігчос, парафія Сан-Франциско-де-Лас-Пампас, Інтегральний заповідник Отонга (висота 1654 м). Екосистема відповідає гірському лісу, для якого характерні дерева з великою кількістю орхідей, папоротей і бромелієвих.